# Троекуров, Иван Фёдорович
Князь Иван Фёдорович Троекуров (ок. 1565 — 29 мая 1621) — рында, воевода и боярин во времена правления Фёдора Ивановича, Бориса Годунова, в Смутное время и во времена Михаила Фёдоровича.
Из княжеского рода Троекуровых. Младший из двух сыновей боярина и воеводы князя Фёдора Михайловича Троекурова (ум. 1594). Рюрикович в XXIII колене. Имел старшего брата, князя Романа Фёдоровича.

## Биография
В 1587 году второй рында при представлении Государю литовского посла. В 1600 году чашник за государевым столом при приёме персидского посла.
В правление царя Василия Шуйского князь Иван Фёдорович Троекуров получил чин стольника. В 1608 году послан воеводой войск на реку Незнань против Лжедмитрия II. Летом 1608 года во время боёв под Москвой со сторонниками Лжедмитрия II и польско-литовскими интервентами князья И. Ф. Троекуров, Ю. Н. Трубецкой и И. М. Катырев-Ростовский попытались перейти на сторону противника, но были арестованы по приказу главного воеводы, князя М. В. Скопина-Шуйского, и отправлены в ссылку.
В 1610 году после свержения царя Василия Шуйского князь Иван Фёдорович Троекуров был освобожден из нижегородской тюрьмы. В 1611 году вошёл в состав Первого народного ополчения. По распоряжению лидеров ополчения И. Ф. Троекуров и Б. С. Собакин ездили с посольством в Великий Новгород, где вели переговоры с новгородцами о кандидатуре шведского кронпринца Карла-Филиппа на русский царский трон. Летом 1611 года после убийства казаками П. П. Ляпунова, руководителя Первого ополчения, стольник князь Иван Троекуров, как и большинство дворян, покинул подмосковный стан. В этом же году отправлен первым послом к шведскому королевичу Филиппу.
В 1612 году князь И. Ф. Троекуров присоединился ко Второму народному ополчению под руководством князя Дмитрия Михайловича Пожарского и Кузьмы Минина. По распоряжению лидеров ополчения отдельные отряды были направлены в Суздаль, Муром, Пошехонье, Углич и Калязин, обеспечивая тыл наступающих на Москву главных сил Второго ополчения. Князь И. Ф. Троекуров, в чине второго воеводы, послан с отрядом из Ярославля на пришедших от поляков черкес, под Антоньевым монастырём их остановил и прогнал, после остановился в Кашине, откуда пошёл на Углич, город занял и возвратился в Ярославль. Затем в составе главных сил ополчения участвовал в походе на Москву, где в августе участвовал в разбитии и прогнании польских войск, в октябре взял приступом Китай-город и далее в числе других воевод принудил поляков сдать Кремль.
В 1613 году князь Иван Фёдорович Троекуров поддерживал кандидатуру своего родственника Михаила Фёдоровича Романова во время избрания его на царский престол. Вошёл в состав посольства под руководством боярина Фёдора Ивановича Шереметева, которое отправилось в Кострому, чтобы просить молодого Михаила Романова согласиться занять царский престол.
После приезда Михаила Фёдоровича в Москву стольник Иван Троекуров вошёл в ближайшее царское окружение. 11 июля 1613 года участвовал в церемонии венчания Михаила Романова на царство, затем принимал участие во время пира по случаю венчания на царство и царских именин.
В 1613 году по распоряжению нового царя Михаила Фёдоровича отправлен на замену Михаилу Матвеевичу Бутурлину, получившему ранение, вторым воеводой, в русскую армию под командованием князя Дмитрия Мамстрюковича Черкасского, осаждавшую Смоленск. Русские войска отбили у поляков города Вязьму, Дорогобуж и Белую, но не смогли взять Смоленск и вынуждены были отступить. По границе делал засеки и укрепления для пресечения подвоза боеприпасов и продовольствия, шедших на помощь польско-литовскому войску. В этом же году, по царскому указанию и от имени всех бояр извещал немецкого посла об избрании царём Михаила Фёдоровича.
В 1614 году князь Иван Фёдорович проигрывает местническое дело М. Е. Пушкину, начатое ещё во времена Смуты. В 1615 году второй воевода под Смоленском. В 1616 году имел поместный оклад 800 четвертей и денежный — 70 рублей. В этом же году выигрывает два местнические дела у московских дворян Р. А. Вельяминова и Н. И. Ласкирева, который местничал о посылке их к воеводам с наградой.
В 1616-1617 годах воевода в Калуге. В 1618-1619 годах князь Иван Фёдорович Троекуров находился на воеводстве в Пскове. 12 марта 1620 года царь Михаил Фёдорович пожаловал стольника князя И. Ф. Троекурова в бояре, после чего тот был приглашён к Государю на обед.
29 мая 1621 года боярин князь Иван Фёдорович Троекуров скончался.

## Семья
Был дважды женат.
1. Первым браком женился на Анне Никитичне Захарьиной-Юрьевой (ум. 1585), дочери боярина и воеводы Никиты Романовича Захарьина-Юрьева (ок. 1522—1585), сестре московского патриарха Филарета Романова и тетке первого царя из рода Романовых — Михаила Фёдоровича.
2. Вторично женился на Вассе (Марии) Ивановне Жеребцовой (ум. 1689).

Все дети от второго брака:
- Князь Борис Иванович Троекуров (? — 18 сентября 1674) — стольник (1648), окольничий (1658) и боярин (1673)..
- Княжна Марина Ивановна — жена комнатного стольника и окольничего Алексея Ивановича Головина (1583—1657).
- Княжна Анастасия Ивановна — жена боярина Стрешнева Ивана Фёдоровича Большого.